# Antônio Olinto
Antônio Olinto es un municipio brasileño situado en el estado de Paraná a una distancia de 142 kilómetros de Curitiba, la capital estadual.
Según el IBGE, el municipio tiene una superficie de 469,6 km² y una población de 7.018 habitantes (2022).
Fue fundada en 1895 y recibió ese nombre en homenaje a Antônio Olinto, por entonces ministro de Obras Públicas de Brasil. Hasta ese momento la localidad era conocida como Água Amarela, São José do Colaço o Membéca. En ella se establecieron 374 familias de inmigrantes ucranianos y 84 familias de polacos llegados desde la Galitzia. El municipio consiguió su emancipación por medio de la Ley Estadual n° 1.245 del 25 de julio de 1960, siendo separado del municipio de Lapa.